# Rév Marcell
Rév Marcell (Budapest, 1984. december 30. – ) Sára Sándor-díjas és Emmy-díjas magyar operatőr.

## Életpályája
2003 és 2006 között az Eötvös Loránd Tudományegyetemen hallgatott filmtörténetet, majd 2006-ban a Színház- és Filmművészeti Egyetemen folytatta tanulmányait film- és televízió operatőr szakon, Máthé Tibor osztályában. Közben 2009-ben Erasmus-ösztöndíjjal a lisszaboni Universidade Lusófona egyetemen tanult, 2011-ben pedig a Berlini Nemzetközi Filmfesztivál ösztöndíjával részt vett a fiatal filmesek számára szervezett Berlinale Talent Campus programban. Ugyanebben az évben részt vett Zsigmond Vilmos (ASC) Etyeken, a Korda Filmstúdiókban tartott mesterkurzusán. Diplomáját 2011-ben szerezte meg.
Már a 2000-es évek közepén számos kisfilm, videóklip operatőre volt; munkáját nemzetközi és hazai díjakkal ismerték el. Az egyetem elvégzését követően több fiatal rendezővel dolgozott együtt dokumentum- és kisjátékfilmekben, főleg Szimler Bálinttal és Reisz Gáborral. 2011 és 2012 között ő fényképezte és részben írta a Kodály Method tizenegy epizódját. Az első nagyjátékfilm, melynek képi világáért felelt, Császi Ádám 2014-ben bemutatott filmdrámája, a Viharsarok volt. Ugyancsak 2014-ben mutatták be Mundruczó Kornél Fehér isten című filmjét, amelyet szintén ő fényképezett. Munkáját az ostravai filmfesztiválon a zsűri külön dicsérettel illette, 2015-ben pedig megkapta a magyar filmkritikusok legjobb operatőrnek járó díját.
Ezt követően készítették el Szimler Bálinttal a Balaton Method című dokumentumfilmet. 2016-ban Az itt élő lelkek nagy része című vígjáték operatőre volt, s külföldi produkciókban segédkezett. 2017-ben ismét Mundruczó Kornéllal forgatott együtt; ő teremtette meg a Jupiter holdja látványvilágát, amelyért több fesztiválon is elismerést kapott.
2018 óta családjával együtt az Amerikai Egyesült Államokban él és dolgozik, előbb New Yorkban, majd Los Angelesben. Több nemzetközi produkciókban vett részt, 2018-tól elsősorban Barry Levinson fiával, Sam Levinson rendezővel dolgozott együtt. Előbb a Gyilkos nemzedéket fényképezte, majd az HBO egyik sikersorozatának, az Eufória hat epizódjának operatőre lett. A Covid19-pandémia alatt készítették el karanténban játszódó párkapcsolati drámájukat Malcolm és Marie címmel.
2019-ben Enyedi Ildikó kérte fel új filmje operatőrének, amelyet Füst Milán regényéből készített, A feleségem története címmel. A film forgalmazását eredetileg 2020 őszére tervezték, azonban a Covid19-pandémia miatt mind a forgatás, mind pedig az utómunkálatok elhúzódtak.
Nős, felesége Geréby Zsófia divattervező. Két gyermekük van.
Az Európai Filmakadémia, az Operatőrök Nemzetközi Céhe (ICG, Local 600), valamint a Magyar Filmoperatőrök Egyesületének (HCA) tagja.
Rév Marcell munkáját a fesztivál- és szakmai díjak mellett 2012-ben Junior Prima díjjal ismerték el. 2021-ben „a nemzeti identitás erősödését elősegítő kiemelkedő teljesítménye elismeréseként” Sára Sándor-díjban részesült; az ezzel járó összeget a Freeszfe Egyesületnek ajánlotta fel.

## Filmjei

### Kisfilmek, dokumentumfilmek, videóklipek
- 2004 – Mondjad (kisfilm, r.: Rév Marcell)
- 2005 – Zsebik (kisfilm, r.: Schneider Ákos)
- 2006 – Merülés (kisfilm, r.: Akar Péter)
- 2006 – Vakáció (kisfilm, Horvát Lili) (segédoperatőr)
- 2007 – Decameron 2007 szkeccsfilm
- 2007 – Egy nő igaz története (tévéfilm, r.: Iványi Marcell) (casting operatőr)
- 2007 – 8 (3. rész, , r.: Kárpáti György Mór)
- 2007 – Pást (kisfilm, r.: Tari Zsófi, Kájel Judit)
- 2008 – Öltöző (kisfilm, r.: Reisz Gábor)
- 2008 – Egymás mellett (kisfilm, r.: Szimler Bálint) (segédoperatőr)
- 2009 – Utolsó idők (r.: Mátyássy Áron) (második kameraman)
- 2009 – Berend (kisfilm, r.: Zabezsinszkij Éva)
- 2009 – Vörös (kisfilm, r.: Szabó Iván) (segédoperatőr)
- 2010 – Napozz Holddal – A Kispálfilm (dokumentumfilm, r.: Merényi Dávid) (kameraman)
- 2010 – Szelíd teremtés – A Frankenstein-terv (r.: Mundruczó Kornél) (segédoperatőr)
- 2010 – Tiszta kézzel (kisfilm, r.: Bagota Béla) (segédoperatőr)
- 2010 – Itt vagyok (kisfilm, r.: Szimler Bálint)
- 2010 – Ketten egy fészekben (videó dokumentumfilm, r.: Pálfi Szabolcs)
- 2010 – Judith Keith (kisfilm, r.: Reisz Gábor)
- 2010 – Demon Hands (dokumentumfilm, r.: Hajdú Eszter)
- 2011 – Külalak (kisfilm, r.: Reisz Gábor)
- 2011 – Fogságban (kisfilm, r.: Szilágyi Zsófia) (Erdély Mátyással közösen)
- 2011 – Varázslatos gladiátorok (dokumentumfilm, r.: Kabarcz Zsófi)
- 2011 – Odett: Van az a pillanat (videóklip, r.: Pater Sparrow)
- 2011 – Zséda: Tiszta szív (videóklip, r.: Pater Sparrow)
- 2011 – Allah minden napján szaladnak a lovak (dokumentumfilm, r.: Kis Anna)
- 2011 – Bence – Találkozás egy Down-szindrómás fiatalemberrel (dokumentumfilm, r.: Ferenczi Gábor)
- 2011-2012 – Kodály Method (televíziós sorozat, 11 epizód, , r.: Szimler Bálint, Rév Marcell)
- 2012 – Noéplanète színházi és filmelőadás[12]
- 2012 – Balázs (18) filmje - jp.co.de (r.: Fancsikai Péter, Schilling Árpád)
- 2012 – Nekem Budapest (6. és 8. rész, r.: Szimler Bálint, Reisz Gábor)
- 2013 – Overdose – Vágta egy álomért (dokumentumfilm, r.: Ferenczi Gábor)
- 2013 – Álmatlanság (kisfilm, r.: Szabó Virág)
- 2013 – Mire megszületsz (kisfilm, r.: Fancsikai Péter)
- 2015 – Balaton Method (dokumentumfilm, r.: Szimler Bálint)
- 2015 – The Painting (Vogue Italia) (kisfilm, r.: CR Boldizsár)
- 2016 – Komoly játék (r.: Pernilla August) (második kameraman)
- 2016 – Utazás apánkkal (r.: Anca Miruna Lazarescu) (második kameraman)
- 2018 – Edgewood (kisfilm, r.: Derek Schklar)
- 2019 – Labrinth: Something's Got to Give (videóklip, r.: Charles Todd)
- 2021 – Dua Lipa: We're Good (videóklip, r.: Vania Heymann, Gal Muggia)
- 2023 – Miley Cyrus: Flowers (videóklip, r.: Jacob Bixenman)

### Nagyjátékfilmek
- 2014 – Viharsarok (r.: Császi Ádám)
- 2014 – Fehér isten (r.: Mundruczó Kornél)
- 2016 – Az itt élő lelkek nagy része (r.: Igor és Iván Buharov)
- 2017 – Jupiter holdja (r.: Mundruczó Kornél)
- 2018 – Gyilkos nemzedék (r.: Sam Levinson)
- 2018 – Paterno - Eltemetett bűnök (r.: Barry Levinson)
- 2019 – Eufória (televíziós sorozat, 1. évad 1-4. epizód, r.: Sam Levinson)
- 2020-2021 – Eufória (Különkiadás, 1-2. epizód, r.: Sam Levinson)
- 2021 – Malcolm és Marie (r.: Sam Levinson)
- 2021 – A feleségem története (r.: Enyedi Ildikó)
- 2024 – Fekete pont (r.: Szimler Bálint)

## Díjak, elismerések
- 2007 – Fődíj – Kodak Diák Filmfesztivál – Pást
- 2010 – Legjobb videóklip – Aranyszem Operatőr Fesztivál (Magyar Operatőrök Társasága, HSC) – Barabás Lőrinc Elektric feat. Sena: Strange Night
- 2011 – Panavision-díj – Aranyszem Operatőr Fesztivál (HSC) – Külalak
- 2012 – Junior Prima díj
- 2014 – a zsűri külön dicsérete – 6. Kamera Oko Operatőrök Nemzetközi Filmfesztiválja (Ostrava) – Fehér isten
- 2015 – Az év operatőre – Magyar Filmkritikusok Díja – Utóélet, Fehér isten
- 2017 – Legjobb operatőr – Ostende-i Filmfesztivál
- 2017 – Arany Kamera 300 a legjobb operatőrnek – 38. Manaki Fivérek Nemzetközi Filmfesztivál (Bitola) – Jupiter holdja
- 2018 – Legjobb operatőr – 4. Magyar Filmhét – Jupiter holdja
- 2019 – Indie Cinematographer – Film Threat Award This! – Gyilkos nemzedék
- 2019 – Televíziós próbaepizód díja – Camerimage (Łódź) – Eufória
- 2021 – Legjobb operatőr – Fekete Orsó díj – Malcolm és Marie
- 2021 – Sára Sándor-díj
- 2022 – Emmy-díj – Kiemelkedő operatőri munka egykamerás sorozat (egy órás) kategóriában, az Eufória című sorozat második évadának hetedik részében nyújtott operatőri munkájáért [13] [14]